# Ивица Аузу
Ивицата Аузу (на арабски: قطاع أوزو; на френски: Bande d'Aozou; на италиански: Striscia di Aozou) e спорна ивица земя в Северен Чад, която се простира успоредно с границата с Либия. Широка е 100 км и заема площ от 114 000 км². В административно отношение е част от чадския регион Борку-Енеди-Тибести.

## Включване в Италианска Либия
Ивицата Азузу за първи път е дефинирана като спорна територия в дискусиите между Франция и Италия след края на Първата световна война, във връзка с компенсациите, които Италия трябва да получи, заради участието ѝ войната на страната на Антантата. На Парижката мирна конференция през 1919 Кралство Италия не получава никоя от германските колонии, но вместо това е компенсирана с Джубаленд от Великобритания, a Франция се съгласява да даде на Италия някои от Сахарските си територии на юг от Италианска Либия.
След множество оспорвани дискусии през 1935 година е подписано Френско-италианско споразумение между Бенито Мусолини и Пиер Лавал, което предвижда Италия да получи Ивицата Азузу, която да бъде присъединена към Либия. Мотивацията на Франция за сключването на това споразумение с Италия е с цел уреждане на статута на италианските заселници в протектората ѝ Тунис, да премахне иредентистките италианските претенции за района на Ница, и да попречи на Италия да се сближава с Нацистка Германия, като поддържа тясно връзки с Франция и Обединеното кралство.
Тази политика на Франция спрямо Италия се проваля. Две години по-късно, след като Италия влиза в германската орбита чрез сключване на Железния пакт с Нацистка Германия, в резултат на което договорът Мусолини-Лавал остава нератифициран между двете страни. Въпреки това новата граница условно се приема за южна граница на Либия чак до 1955 година.